# Too Late... No Friends
Too Late...No Friends è il primo album studio dei Gob, uscito nel 1995. Si dice che nel corso della registrazione dell'album sia apparso Sid Vicious e abbia scordato il basso di Jamie Fawkes: la cosa è facilmente riscontrabile nelle prime 9 tracce dell'album e nella canzone Centipete (nella quale è udibile anche una bestemmia forte di Tom Thacker)

## Tracce
1. Extra, Extra
2. Lobster Boy
3. You're Too Cool
4. Bad Day
5. Fuck Them
6. Cleansing
7. Leave Me Alone
8. Open Your Eyes
9. Marlena
10. I Want You Back Baby
11. Marching Song (instrumental)
12. Asshole Tv
13. Soda
14. Fido Dildo
15. Losing Face
16. I Don't Know
17. Centipede
18. Censorshit
19. Custer's Last 1 Nite Stand
20. Hey Stephanie

## Formazione
- Tom Thacker - chitarra, voce
- Theo Goutzinakis - chitarra, voce
- Jamie Fawkes - basso
- Patrick Paszana - batteria